# Saint Marys Hospital (Rochester)

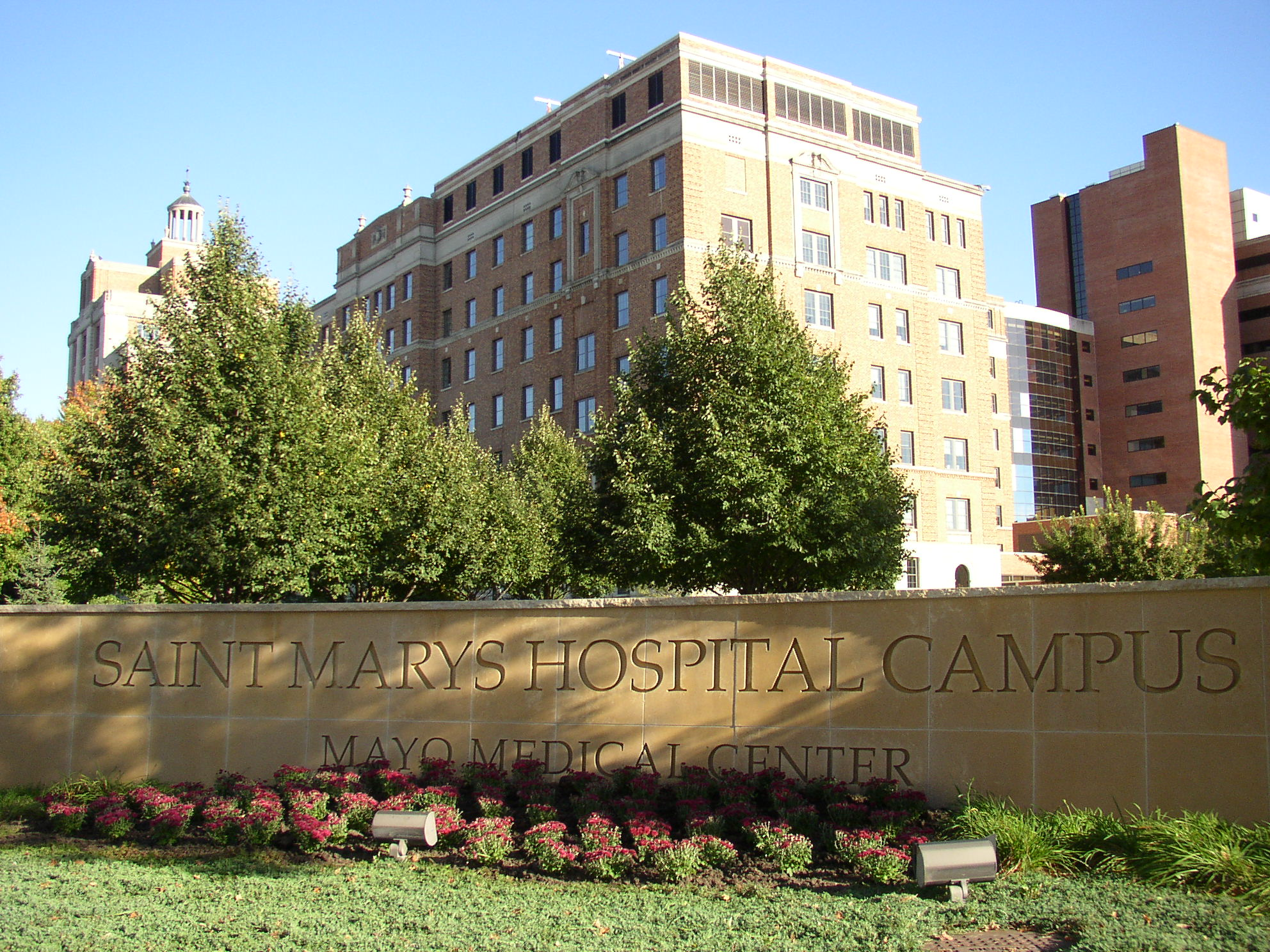
St. Marys Hospital

Das Saint Marys Hospital ist das größte Krankenhaus in Rochester, Minnesota. Es wurde 1889 eröffnet und gehört zur renommierten Mayo Clinic.

## Geschichte

### Gründung

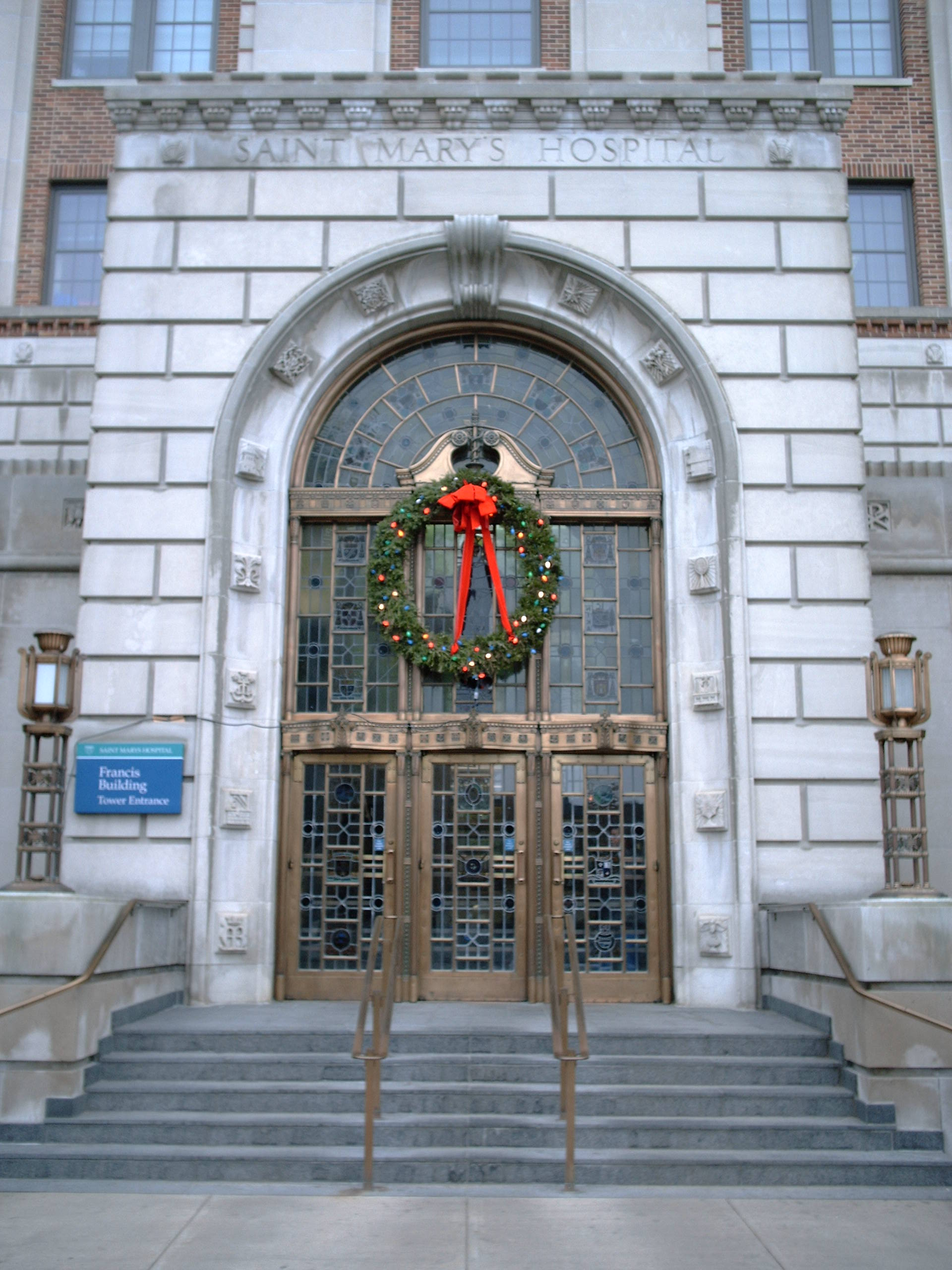
Alter Haupteingang des Saint Marys Hospital

Nach einem Tornado der Stärke F5 über Rochester, bei dem 37 Menschen getötet wurden, entschlossen sich Mutter Alfred Moes vom Franziskanerorden Saint Francis ein neues Krankenhaus zu errichten. Dies sollte in Zusammenarbeit mit William Worrall Mayo geschehen. Der britischen Mediziner war in den 1860er Jahren während des amerikanischen Bürgerkrieges nach Rochester gekommen und arbeitete dort als Bürgermeister und Arzt in einer Praxis, die er zusammen mit seinen Söhnen William James und Charles Horace führte.
1887 kaufte Mutter Alfred für den Preis von 2.200 US-Dollar ein Grundstück im Westen der Stadt, auf dem das Krankenhaus erbaut wurde.
Mit einer Kapazität von 27 Betten eröffnete am 30. September 1889 das neu errichtete Saint Marys Hospital. Unter der Führung des inzwischen 70 Jahre alten Vaters sammelten „Will“ und „Charlie“ als behandelnde Ärzte Arbeitserfahrung, während die Schwestern von Saint Francis für die Pflege und Versorgung der Patienten verantwortlich waren. Bis 1905 waren beide die Einzigen, die an der „Mayo-Klinik“ Operationen durchführten. Durch neuartige Behandlungsmethoden sowie seine Organisationsstruktur (welche gründliche Untersuchungen und Diagnosemaßnahmen vor den Beginn einer Therapie gewährleistete) erlangte die Klinik schnell Berühmtheit und behandelte eine Vielzahl an Patienten. 1901 kam Henry Stanley Plummer als Arzt an das Saint Marys Hospital. Schnell wurden die vorhandenen Räumlichkeiten zu klein und erforderten einen Ausbau der „Mayo-Klinik“.
Mit der Gründung der Mayo Properties Association (heute: Mayo Foundation) 1919 wurde das Saint Marys Hospital Teil der gemeinnützigen Organisation.

### Ausbau und Entwicklung
Neben dem Saint Marys Hospital verfügt die Mayo Clinic-Organisation landesweit über mehrere Krankenhäuser, Forschungs- und Lehreinrichtungen. Das Krankenhaus selber wurde im 20. Jahrhundert durch An- und Neubauten mehrfach vergrößert und besteht aus insgesamt sechs Gebäude, welche nach Schwestern des Ordens bzw. dem Francis-Orden selbst benannt wurden. Seit 1997 gehört zudem das Mayo Eugenio Litta Children’s Hospital zu dem Krankenhaus-Komplex.
Das Saint Marys Hospital gilt als Teil von Mayo Clinic zu den besten Krankenhäusern der Vereinigten Staaten. Insgesamt verfügt das Krankenhaus über 1.157 Betten. In 58 Operationssälen werden jährlich rund 26.500 Operationen durchgeführt.

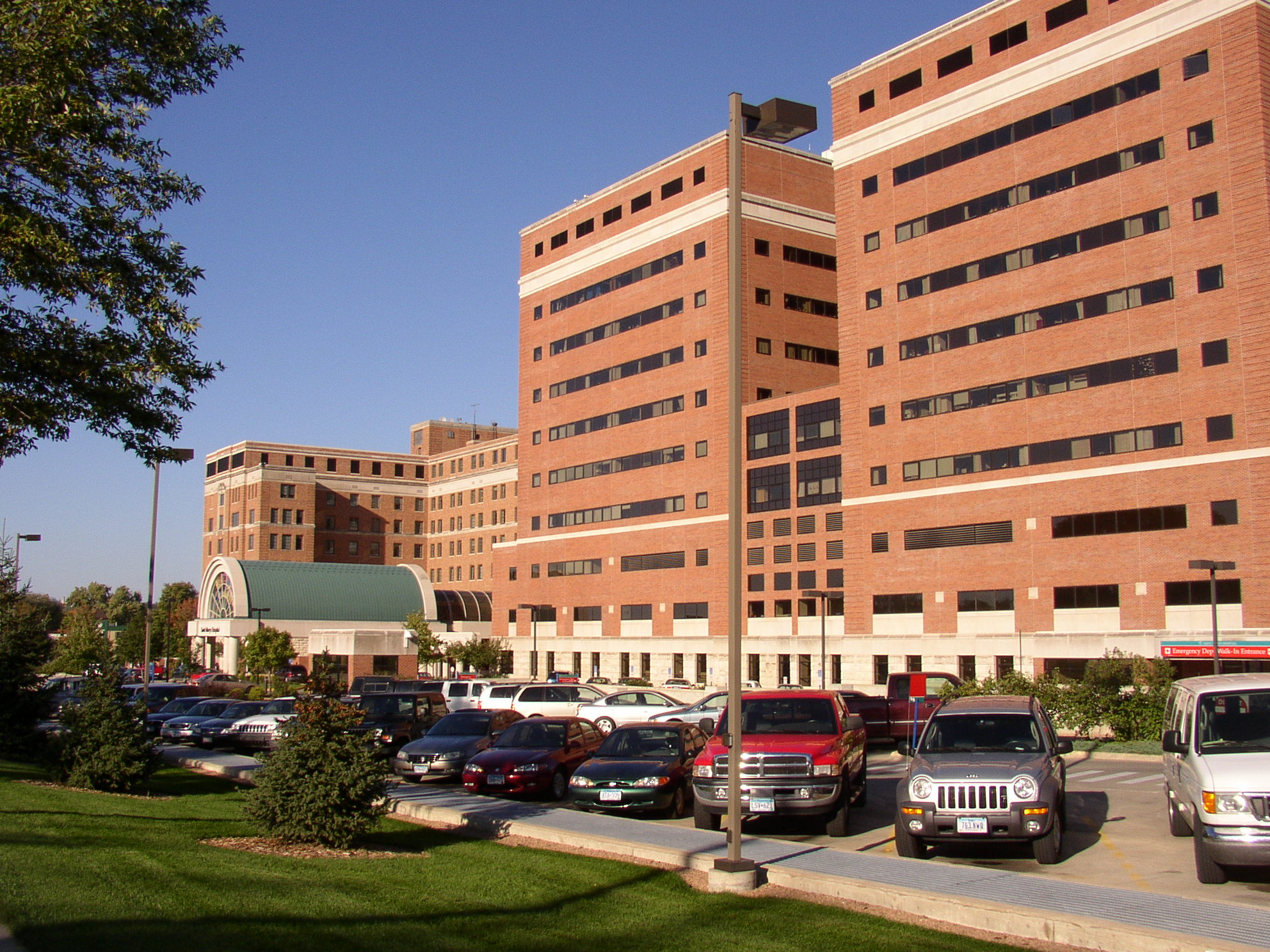
Haupteingang der Klinik

## Struktur
Zu dem Gebäude-Komplex des St. Marys Hospital gehören:
- Saint Marys Hospital (1.157 Betten, 58 Operationssäle)
  - Alfred Building
  - Domitilla Building
  - Francis Building
  - Generose Building
  - Joseph Building
  - Mary Brigh Building
- Mayo Eugenio Litta Children’s Hospital (85 Betten)
- Psychiatry and Psychology Treatment Center (im Generose Building)